# 英利緑色能源
英利緑色能源控股有限公司（えいりりょくしょくのううげん、NYSE: YGE）は、中華人民共和国のソーラーパネルメーカーである。

## 概要
太陽電池関連分野に特化していることで知られ、ソーラーグレードシリコンの製造から太陽電池セル、太陽電池モジュールの製造まで手がける。世界金融危機 (2007年-)を端に発する太陽電池の需給構造の混乱にも対応しながら成長を続けてきたが、2012年になりドイツの電力買い取り制度の変更のあおりを受け、売上高が激減する危機に直面することとなった。。
2010年サッカー・ワールドカップ南アフリカ大会、2014年ブラジル大会の公式スポンサーに名を連ね、知名度の向上に努めている。

## 太陽電池セル製造シェア
英利は、2008年の世界市場での太陽電池セル製造メーカー・シェアは6位である。
| ドイツ                 | Qセルズ                      | 8% |
| アメリカ合衆国         | First Solar                  | 7% |
| 中国                   | Suntech                      | 7% |
| 日本                   | シャープ                     | 7% |
| 台湾                   | Motech                       | 6% |
| 日本                   | 京セラ                       | 4% |
| 中国                   | 英利                         | 4% |
| 中国                   | Ja Solar                     | 4% |
| アメリカ合衆国         | en:SunPower                  | 4% |
| ドイツ/ アメリカ合衆国 | Deutsche Solar/SolarWorld CA | 4% |

2009年の世界市場での太陽電池セル製造メーカー・シェアでは、京セラを抜き、5位に躍進している。

## ブランド名
「インリーソーラー（Yingli Solar）」は、英利製の太陽光発電モジュールのブランド名である。「インリーソーラー（Yingli Solar）」という会社自体があるわけではない。

## 保証
全ての英利製の太陽光発電モジュールには25年の出力保証が付いている。

## 参照
- 中国企業、初のW杯スポンサー広告 目指すは世界ブランド　写真2枚　国際ニュース : AFPBB News
- FIFA.com - Yingli Green Energy announces global sponsorship of 2010 FIFA World Cup™

## 参照資料
1. ↑  中国ソーラー、軒並み赤字に供給過剰、日本市場は日系強く 産経ニュース（2012.9.11）
2. ↑  インリーソーラー 株式会社ハウスケアホームページ
3. ↑  太陽光発電情報、2009年4月分、資源総合システム